# Dennis Heck
Dennis „Denny“ Heck (* 29. Juli 1952 in Vancouver, Washington) ist ein US-amerikanischer Politiker. Seit dem 13. Januar 2021 ist er der 17. Vizegouverneur (Lieutenant Governor) des Bundesstaates Washington, den er zuvor seit 2013 im US-Repräsentantenhaus vertreten hatte.

## Werdegang
Dennis Heck besuchte die Columbia River High School und danach bis 1973 das Evergreen State College in Olympia. Danach setzte er seine Ausbildung bis 1975 an der Portland State University fort. Anschließend betätigte er sich als freier Unternehmer. Er wurde Mitgründer und ist der heutige Präsident der Firma Intrepid Learning Solutions, die Ausbildungskurse und Lernprogramme anbietet. Heck war auch an der Gründung des Fernsehsenders TVW beteiligt, der sich mit regionalen politischen Vorgängen im Bundesstaat Washington befasst. Politisch schloss er sich der Demokratischen Partei an. Zwischen 1976 und 1986 war er Abgeordneter im Repräsentantenhaus von Washington. Dabei führte er von 1977 bis 1985 die demokratische Fraktion. Danach fungierte er von 1985 bis 1987 als Leiter der Verwaltung im Repräsentantenhaus (Chief Clerk of the State House of Representatives).
Zwischen 1989 und 1993 war Heck Stabschef von Gouverneur Booth Gardner. Im Jahr 2010 kandidierte er noch erfolglos für das US-Repräsentantenhaus. Bei den Kongresswahlen des Jahres 2012 wurde er dann aber im neu eingerichteten zehnten Wahlbezirk von Washington in das US-Repräsentantenhaus in Washington, D.C. gewählt, wo er am 3. Januar 2013 sein Mandat antrat. Bei der Wahl setzte er sich mit 58:42 Prozent der Stimmen gegen den Republikaner Dick Muri durch. Nach drei Wiederwahlen in den Jahren 2014, 2016 und 2018 verzichtete er 2020 auf eine erneute Kandidatur. Stattdessen kandidierte er erfolgreich für das Amt des Vizegouverneurs von Washington. Er schied am 3. Januar 2021 aus dem US-Repräsentantenhaus aus und trat wenige Tage später sein Amt als Stellvertreter von Gouverneur Jay Inslee an. Und folgt damit auf seinen Parteigenossen Cyrus Habib der nicht erneut antrat.
Heck ist seit 1976 verheiratet und Vater von zwei Söhnen.